# Urbán család
A monyorói nemes és báró Urbán család a 19. században nemességet kapott magyar családok egyike.

## Története
Urbán József pesti polgár az első, akit a családtagok közül említenek a feljegyzések. 1828. július 11-én kapott nemesi címerlevelet. Ennek a Józsefnek a fia, Gyula, királyi adománylevelet kapott Monyoró birtokára I. Ferenctől, és ezt Torontál vármegye ki is hirdette 1845-ben. A családtagok közül kiemelendő Urbán Iván, aki Arad vármegye főispánja volt, majd 1912. november 15-én bárói méltóságot kapott. Fia, Péter, aki Horthy Miklós kormányzó sógora volt, 1914-ben már a főrendiházi tagságra is jogosultságot szerzett. Iván ifjabbik fia, Gáspár Jász-Nagykun-Szolnok vármegye főispáni tisztét látta el.
A család utolsó élő tagja, báró Urbán Péter (1954) kereskedő, akinek a felesége gróf Bethlen Zsuzsanna (1945).

## Eddig ismert családfa
- József (1793–1839); felesége: Keller Karolina
  - Gyula (1815–1903) országgyűlési követ, táblabíró; felesége: Sissányi Konstancia (1825–1883)
    - András (1844–1904)
    - Sarolta (1845–1925)
    - Iván János (1846–1915) politikus, főispán; neje: Purgly Mária (1848–1920)
      - Péter Pál (1870–1935) közgazdász, politikus, főispán; neje: Purgly Ilona (1873–1945)
        - Iván (1895–1924) huszárfőhadnagy; felesége: Rónay Magdolna (1897–1978)
          - Péter (1920–1990) huszárhadnagy, mezőgazdász; 1. neje: Ostffy Jolán (1922–?); 2. neje: Gyömörey Ágnes (1924–1998)
          - Maritta (1921–?); férje: Péchy Gedeon (1912–?)

        - Gáspár Dénes Péter Benedek (1897–1975) mérnök, politikus, főispán, bankár; neje: Baghy Ilona (1900–1974)
          - Johanna Mária (1923–?); 1. férje: Bányay György; 2. férje: Korbusz-Lipthay Ede (1911–?); 3. férje: Franz von Eltz gróf
          - Ádám (1924–1985); 1. neje: Csanak Viola (1924–1963); 2. neje: Csanak Ilona (1927–1992)
            - Péter /első nejétől/ (1954) kereskedő; felesége: gróf Bethlen Zsuzsanna (1945)

        - Pál (1898–1966)

      - Mária Ilona (1871–1937); 1. férje: Abaffy Emily (1863–1902); 2. férje: Újházy László
      - Erzsébet Ilona Benedikta (1880–1926); férje: Blaskovich Ernő (1871–1949)

    - Ilona (1847–?); férje: Almay József (1843–1888)
    - Szilárda (1848–1926)

  - Jozefa
  - Karolina
  - Ágnes
  - Anna
  - Mária (?–1832)
  - Albert (?–1830)

## Jelentősebb családtagok
- Urbán Gáspár (1897–1975) mérnök, politikus, nagybirtokos, főispán, bankár
- Urbán Iván (1846–1915) politikus, főispán, a család bárói címének megszerzője
- Urbán Péter (1870–1935) közgazdász, politikus, nagybirtokos, főispán

## Címer
Kempelen Béla leírása a család bárói címeréről:
...kék mezőben zöld földön szembe fordult páncélos vitéz, fején 3 vörös strucctollas sisakkal, oldalán földig érő fekete kardhüvellyel, jobbjában merőlegesen pallóst tart; 3 sisak; sisakdíszek: 1. befeléfodult galamb csőrében zöld ággal; 2. könyöklő páncélos kar merőlegesen pallóst tart; 3. befelé fordult galamb csőrében arany keresztet tart; takarók: kék-ezüst; kék-ezüst, vörös-arany; vörös-arany; pajzstartók: két vitéz, akik közül a jobb oldali jobbjában égő fáklyát, a bal oldali pedig zöld pálmaágat tart; jelmondat arany szalagon vörös betükkel: Pietate et perseverantia.